# Atlant-Soyuz Airlines
Atlant-Soyuz Airlines est une compagnie russe basée à l'aéroport international de Vnoukovo. Elle a été créée le 8 juin 1993 et officie depuis mai 1999 en tant que transporteur officiel du gouvernement de la ville de Moscou. Les vols passager se font au départ de l'aéroport international de Vnoukovo et le cargo se fait au départ de l'aéroport international de Domodedovo. 

## Infos
- La compagnie a signé un accord de leasing pour 4 nouveaux Il-96-400T pour une livraison prévue en 2007.
- La compagnie a commandé 5 Tupolev Tu334-100.
- La compagnie envisage d'acheter des Antonov An-124 pour le futur.

## Code data
- Association internationale du transport aérien AITA Code : 3G
- Organisation de l'aviation civile internationale OACI Code : AYZ
- Nom d'appel : Atlant-Soyuz

## Chiffres
- En 2004 la compagnie était la 13e en volume de passagers transportés et la 4e pour le cargo des compagnies russe.

## Destinations
- La compagnie exploite 3 destinations régulières et 22 destinations charter.

## Flotte
La compagnie exploite différents types d'avions d'origine russe :
- 1 Antonov An-12
- 1 Ilyushin Il-86
- 3 Ilyushin Il-76M
- 11 Ilyushin Il-76T
- 2 Tupolev Tu-134A
- 2 Tupolev Tu-154B (inclus la version VIP)
- 1 Yakovlev Yak-42D
- 1 Ilyushin Il-96-300 (cargo version)